# Swartzia remiger
Swartzia remiger är en ärtväxtart som beskrevs av Gerda Jane Hillegonda Amshoff. Swartzia remiger ingår i släktet Swartzia och familjen ärtväxter. IUCN kategoriserar arten globalt som livskraftig. Inga underarter finns listade i Catalogue of Life.